# Антонова, Алёна Андреевна
Алёна Андреевна Антонова (7 августа 1987, Кемерово) — российская футболистка, Нападающий. Мастер спорта России (2009).

## Биография
Воспитанница кемеровского футбола. Выступала в высшей лиге России за «Энергетик-КМВ» (Кисловодск), «Приалит» (Реутов), «Россиянку» (Красноармейск), «Химки», воронежскую «Энергию» и московское «Измайлово». Позднее играла в первом дивизионе за московское «Торпедо».
В составе молодёжной сборной России стала бронзовым призёром чемпионата Европы среди девушек 2006 года.
Сестра-близнец Анастасия тоже профессиональная футболистка. В ряде команд сёстры играли вместе.
Снялись с сестрой Анастасией в комедийном фильме «Мужская Женская игра» (режиссёр Мария Маханько), играли сестры немок, вторая роль.